# Carlijn Achtereekte
Carlijn Achtereekte, née le 29 janvier 1990 à Lettele, est une patineuse de vitesse et coureuse cycliste néerlandaise.
Elle est sacrée championne olympique sur 3 000 mètres aux Jeux olympiques de 2018.

## Palmarès en patinage de vitesse

### Jeux olympiques d'hiver
| Épreuve / Édition   | 500 mètres | 1 000 mètres | 1 500 mètres | 3 000 mètres                   | 5 000 mètres | Mass start | Poursuite par équipes |
| JO 2018 Pyeongchang | —          | —            | —            | Médaille d'or, Jeux olympiques | —            | —          | —                     |

Légende :
- : première place, médaille d'or
- : deuxième place, médaille d'argent
- : troisième place, médaille de bronze
- : pas d'épreuve
- — : Non disputée par le patineur
- DSQ : disqualifiée

## Palmarès en cyclisme sur route

### Par années
- 2023
  - 2e de La Picto-Charentaise
- 2024
  - 3e du Princess Anna Vasa Tour

### Résultats sur les grands tours

#### Tour d'Italie
1 participation
- 2024 : 69e

#### Tour d'Espagne
1 participation
- 2024 : 59e

### Classements mondiaux
| Année                                 | 2022 | 2023 | 2024 |
| ------------------------------------- | ---- | ---- | ---- |
| Classement UCI                        | 574e | 444e | 709e |
| UCI World Tour                        | 151e | 228e | 315e |
|                                       |      |      |      |
| Légende : nc = non classéSource : UCI |      |      |      |